# Curzio da Marignolle
Curzio da Marignolle (Firenze, 1546 – Parigi, 1606) è stato un letterato italiano.
Uomo dalla vita piena di espedienti, le sue rime facete furono pubblicate solo nel 1885.